# داوون کانگ
داوون کانگ (انگلیسی: Dawon Kahng; ۴ مهٔ ۱۹۳۱ – ۱۳ مهٔ ۱۹۹۲) مهندس اهل کره جنوبی بود.
وی همچنین برندهٔ جوایزی همچون مدال بالنتاین استیوارت شده‌است.